# Salon Saffier

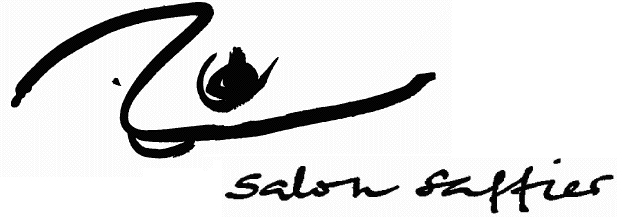
Logo van Salon Saffier

Salon Saffier is een literair theatertje in Utrecht, dat in theatrale vorm aandacht besteedt aan — wel of niet vergeten — overleden schrijvers en dichters, aan literair-historisch interessante figuren. Het theatertje is ongesubsidieerd en opent maandelijks één weekeinde zijn deuren. Met net nog geen 50 stoelen is het een der kleinste theaters in Nederland.

## Geschiedenis
Salon Saffier is van start gegaan in december 1995 in de woning van de oprichter, Marijke van Dorst, aan de Saffierhorst (vandaar de naam) in Den Haag, later gebruikmakend van andere podia. Begin 2000 verhuisde Salon Saffier naar Utrecht, eerst op een paar wisselende locaties en vanaf herfst 2000 in een werfkelder aan de Nieuwegracht. Van september 2007 tot herfst 2013 was Salon Saffier gevestigd in een ruimte aan een intiem hofje achter de huizen aan de Herenstraat in het Utrechtse Museumkwartier. Een literair-historische plek, want hier was rond 1915 het kantoor van uitgeverij Bruna gevestigd en in het buurhuis woonde de dichter Martinus Nijhoff in 1940 twee maanden bij zijn Utrechtse vriendin. Begin 2014 vond het theatertje een nieuw onderkomen aan de Wijde Doelen in het zuiden van de Utrechtse binnenstad. Vanaf begin 2019 vinden de voorstellingen plaats in een theaterruimte aan de Boorstraat 107 en soms in een werfkelder aan de Nieuwegracht, beide in Utrecht.

## Voorstellingen
Het programma van Salon Saffier bestaat uit eigen producties en kant en klare voorstellingen van derden, altijd van theatrale aard. De vorm kan sterk wisselen: dramatisering van literair werk; voordrachten van literair werk, omkleed met toepasselijke muziek en beelden; interviews met biografen, afgewisseld met beeld en geluid, enz.. Een deel van de eigen producties is in handen van Boris van den Wijngaard, theatermaker en ‘huisacteur’. Op verzoek worden de eigen voorstellingen ook elders gespeeld.
Naast het brengen van literaire voorstellingen wordt er ook op andere wijze aandacht besteed aan literair erfgoed, zoals het verzorgen van kleine exposities over leven en werk van de schrijvers bij de desbetreffende voorstellingen en door het organiseren van literaire wandelingen (bijvoorbeeld over de Utrechtse schrijver C.C.S. Crone).

### Hoogtepunten
Enkele hoogtepunten in de geschiedenis van Salon Saffier zijn:
- het historisch unieke gesprek tussen Couperus-biograaf Frédéric Bastet († 2008) en Van Deyssel-biograaf Harry Prick († 2006)
- het portret van de Russische dichteres Anna Achmatova, incognito bezocht door Prinses Irene
- adaptaties van werk van Honoré de Balzac en W.F. Hermans
- de solo-voorstelling Vrouw alleen naar verhalen van Dorothy Parker
- de literaire wandeling Awater achterna – en Nijhoff langs de huizen van Martinus Nijhoff en de plaatsen in zijn gedicht ‘Awater’ in Utrecht
- het festival Fernando Pessoa in Nederland in april 2009, georganiseerd samen met Poëziecircus
- de theatrale lezingenserie Schrijvers onder Habsburg
- de voorstellingen van acteur Henk van Ulsen († 2009), die graag en regelmatig in Saffier optrad
- het themaweekend over de Tachtigers
- het weekend over Thomas Mann en zijn familie
- de Slauerhoff-voorstelling Verwonderd saam te zijn — het verhaal van een dichter en een danseres
- de expositie C.C.S. Crone - Utrechts schrijver - 1914-2014, Stadhuis Utrecht, 7 juli t/m 7 sept. 2014.

## Samenwerking
Salon Saffier stond mede aan de wieg van de twee festivals City2Cities - Internationale Literatuurdagen Utrecht, een jaarlijks terugkerend festival waarin steeds twee buitenlandse contrasterende 'literaire' steden samen met gaststad Utrecht centraal staan, dat is opgevolgd door het International Literature Festival Utrecht (ILFU), en het tweejaarlijkse Festival Literaire Meesters. Voor beide festivals maakt Salon Saffier speciale producties in samenwerking met ILFU-organisator stichting Het Literatuurhuis Utrecht.

## Publicaties
Salon Saffier geeft ook publicaties uit. Al in 2002 was dat een boek met tekeningen en bijbehorende teksten van Franz Kafka - inmiddels bij buitenlandse uitgevers uitgekomen in Duitse, Engelse, Spaanse en zelfs Chinese vertaling.

Mede onder haar verantwoordelijkheid verschenen in het kader van het festival Literaire Meesters in 2009 een bundel aforismen van de Portugese dichter Fernando Pessoa en het jaar erop een bundel nieuw vertaalde teksten van de Spaanse schrijver Federico García Lorca.

In 2011 startte de uitgave van het gratis PDF-tijdschrift De Utrechtse Boekhouder over Utrechts literair erfgoed, vanaf 2012 vergezeld van de boekjesreeks De Utrechtse Boekhoudpers, waarin als eerste deel de in Utrecht geschreven cyclus Infernale Impressies van Willem Kloos. Daarna volgden Geert van Istendael, Reizen in Utrecht, vervolgens De Utrechtse Maliebaen (ca. 1715), een ode van de Utrechtse doopsgezinde textielhandelaar Dionys Oortman, Kruisiging in Utrecht met houtsneden van William D. Kuik en poëzie van Ep Köster, en de dichtbundel Een laatste onderdak van Hans van Straten. Herfst 2013 verschenen Herinnering & De jongen - twee teruggevonden verhalen van W.G. van de Hulst en Utrechtsche brieven (1839) van C.L. Schuller tot Peursum.

## Vriendenkring
Sinds 2008 is Salon Saffier een stichting. Deze stichting kent een Vriendenkring. Donateurs hebben recht op één gratis voorstelling per kalenderjaar. De stichting is door de Belastingdienst aangemerkt als een Algemeen Nut Beogende Instelling (ANBI).